# Ștefan-Francisc Csutak
Ștefan-Francisc Csutak (n. 28 februarie 1956 la Petroșani, jud. Hunedoara), de profesie inginer, a fost un deputat român în legislatura 1990-1992, ales în județul Harghita pe listele partidului UDMR. Între altele, Ștefan-Francisc Csutak a fost lector contractual la Universitatea "Sapientia" din Miercurea-Ciuc. Pe data de 18/08/2006, prin Decizia 117/2006, 
domnul Ștefan-Francisc Csutak a fost eliberat din funcția de secretar de stat la Ministerul Integrării Europene. 